# Hlubočany
Hlubočany (deutsch Hobitschau) ist eine Gemeinde in Tschechien. Sie liegt sechs Kilometer südlich von Vyškov und gehört zum Okres Vyškov.

## Geographie
Hlubočany befindet sich am Fuße der Litenčické vrchy in der Vyškovská brázda (Wischauer Tor). Das Dorf erstreckt sich beiderseits des Baches Hlubočanský potok. Gegen Nordwesten verläuft die Autobahn D 1. Nördlich erhebt sich die Kopaniny (356 m) und im Osten der Holý kopec (Kahle Berg, 374 m).
Nachbarorte sind Nouzka, Brňany und Dvorek im Norden, Terešov, Zouvalka und Vážany im Nordosten, Manerov im Osten, Bohdalice und Kučerov im Südosten, Lysovice im Südwesten, Rostěnice-Zvonovice im Westen sowie Drnovice im Nordwesten.

## Geschichte

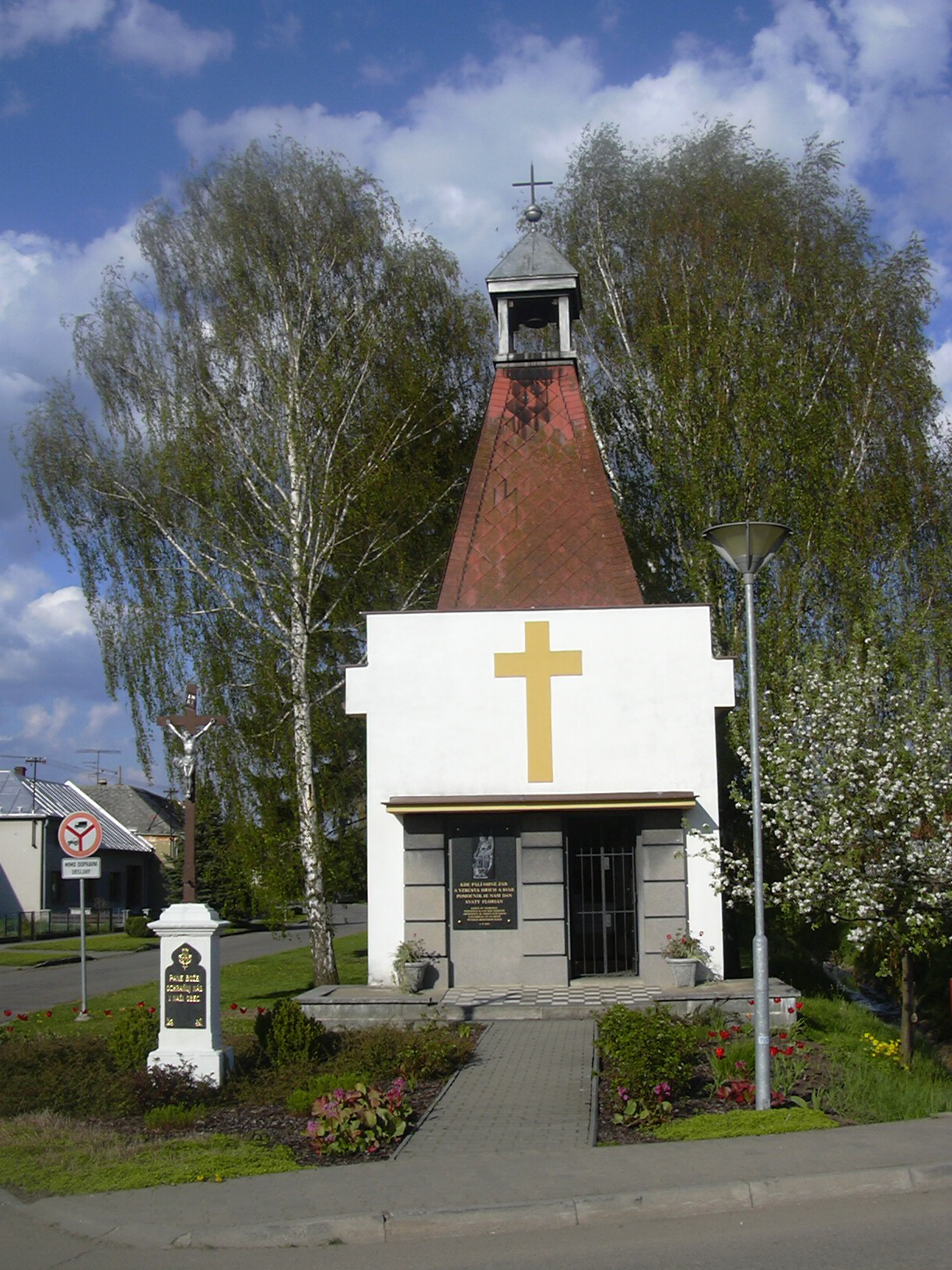
Kapelle des hl. Florian

Die erste urkundliche Erwähnung des Dorfes erfolgte im Jahre 1131 in der Besitzübertragungsurkunde Bischof Heinrich Zdiks über sämtliche der Kirche St. Peter gehörigen Güter an den neu erbauten Wenzelsdom in Olmütz. Darin wurden die zum Pustimirer Gau gehörigen Güter Nemojany, Podivice und Rostěnice, Besitzungen in Vyškov, Dražovice, Hlubočany, Želeč, Křižanovice sowie das wüste Dorf Melice bei Pustimir genannt. In einer weiteren Urkunde Zdiks von 1141 wurden wiederum zwei Vorwerke in Hlubočany aufgeführt. Das Dorf wurde unter den Herren von Obřany in der ersten Hälfte des 13. Jahrhunderts durch deutsche Kolonisten angelegt und gehörte zu den ursprünglich 60 Dörfern der deutschsprachigen Wischauer Sprachinsel in Mähren, von der im Laufe der Jahrhunderte durch Kriege, Seuchen und Assimilation die meisten tschechischsprachig wurden. Nach dem Erlöschen des Geschlechts von Obřany erhielt Heinrich von Leipa vor 1315 dessen Güter. Er vermachte Hobitschau 1325 testamentarisch dem Königinkloster in Alt Brünn. Infolge des Dreißigjährigen Krieges lagen in der zweiten Hälfte des 17. Jahrhunderts 13 der 47 Anwesen des Dorfes wüst. Im Jahre 1716 verkaufte das Königinkloster das Allodialgut Hobitschau an den Hauptmann des Hradischer Kreises, Bernard Anton Brawanski von Chobrzan (Bernart Antonín Bravantský z Chobřan). Nach dessen Tode wurde das Gut 1722 zwischen seiner Witwe Johanna und fünf Töchtern aufgeteilt. 1727 erwarb durch Erbvertrag eine der Töchter, Katharina Freiin d´Albon und St. Andrée, gegen Auszahlung ihrer Mutter und Schwester Josepha auch die anderen Anteile. Wegen Überschuldung wurde das ihren Kindern Eugen, Franz und Katharina zugefallene Gut 1753 vom königlichen Tribunal für 45.000 Rheinische Gulden an Wenzel Graf Kořenský von Terešov verkauft. Dieser ließ 1790 das Dorf Tereschau anlegen. Im Jahre 1791 hatte Hobitschau 372 Einwohner. Kořenskýs Nachkommen veräußerten die Güter Hobitschau und Tereschau 1796 für 52.600 Rheinische Gulden an den General Ernest Graf von Blankenstein. Der größte Teil des Grund und Boden gehörte zum Herrenhof. Daneben wurden im 19. Jahrhundert zwei kleinere Güter in Hobitschau und Tereschau vom Allodialgut abgetrennt. 1834 lebten in den 79 Häusern von Hobitschau 507 Personen, in Tereschau waren es 144. Diese waren deutschsprachig und mit Ausnahme von sechs Juden in Hobitschau sämtlich Katholiken.
Nach der Aufhebung der Patrimonialherrschaften bildete Hobitschau/Hlubočany ab 1850 mit dem Ortsteil Tereschau eine Gemeinde in der Bezirkshauptmannschaft Wischau. 1854 hatte Hobitschau 593 Einwohner. Seit der zweiten Hälfte des 19. Jahrhunderts setzte ein verstärkter Zuzug von Tschechen in die verbliebenen acht Orte der Sprachinsel ein. 1858 verkaufte Josef von Blankenstein das Gut Hobitschau-Tereschau an Ernst Johann Ritter von Herring. Sein Erbe fiel 1871 hälftig Viktor und Ernst von Herring-Frankensdorf zu. Die einklassige deutsche Volksschule in Hobitschau wurde 1876 eingeweiht, zuvor erfolgte der Schulunterricht in Kutscherau. 1876 veräußerte Viktor von Herring-Frankensdorf seine Hälfte anteilig an Max von Gomperz und Julius von Gomperz. Nachfolgend erwarb die Familie Gomperz den gesamten   Großgrundbesitz und seit 1909 war Philipp Ritter von Gomperz alleiniger Eigentümer. Im Jahre 1919 wurde eine tschechische Minderheitenschule eingerichtet. 1930 lebten in dem Dorf 748 Menschen. Die barocke Rotundenkapelle wurde 1932 abgebrochen. Bis zum Ende des Zweiten Weltkrieges waren Hobitschau und Tereschau mehrheitlich von Deutschen besiedelt. Die beiden Dörfer bildeten zusammen mit Rosternitz, Swonowitz, Kutscherau, Lissowitz, Gundrum und Tschechen eine deutsche Sprachinsel mit insgesamt 3500 Bewohnern innerhalb des tschechischen Sprachgebietes. Während der deutschen Besetzung erfolgte die Aussiedlung der tschechischen Minderheit aus den Sprachinseldörfern. Die Nähe zur Sprachinsel war auch einer der maßgeblichen Gründe für den 1940 erfolgten Beschluss zur Errichtung des deutschen Truppenübungsplatzes Wischau im Drahaner Bergland. Im Jahre 1946 wurden die deutschsprachigen Bewohner von Hlubočany nach Deutschland vertrieben und der Ort mit Tschechen aus den zwischen 1941 und 1945 für den Truppenübungsplatz geräumten 33 Dörfern des Drahaner Berglandes, deren Häuser bei den Übungen zerstört worden waren, neu besiedelt. Im Jahre 1947 hatte das Dorf 655 Einwohner. 1952 wurde der Kindergarten eingerichtet. Im Jahre 1976 wurde Hlubočany nach Kučerov eingemeindet. Seit 1990 besteht die Gemeinde Hlubočany wieder. 1991 hatte Hlubočany 489 Einwohner. Gepfarrt ist das Dorf nach Kučerov. In Hlubočany befindet sich eine dreiklassige Grundschule.

## Bevölkerungsentwicklung
| Volkszählung | Einwohner | davon Deutsche | davon Deutsche | davon Deutsche |
| 1880         | 600       | 496            |                |                |
| 1890         | 632       | 509            |                |                |
| 1900         | 701       | 634            |                |                |
| 1910         | 773       | 717            |                |                |
| 1921         | 746       | 510            |                |                |
| 1930         | 567       | 219            |                |                |
| 1991         | 452       | -              |                |                |
| 2001         | 435       | -              |                |                |

## Gemeindegliederung
Die Gemeinde Hlubočany besteht aus den Ortsteilen Hlubočany (Hobitschau) und Terešov (Tereschau) sowie der Einschicht Dvorek (Höfel).

## Sehenswürdigkeiten
- Kapelle des hl. Florian am Dorfanger, sie wurde 1935 durch den ortsansässigen Architekten Josef Schurius anstelle einer 1932 abgebrochenen Rotunde errichtet
- Bauerngehöft Nr. 11, als Kulturdenkmal geschützt
- Aussichtsturm auf dem Holý kopec
- zwei gusseiserne Kreuze
- Denkmal für die Opfer beider Weltkriege